# Пневматизация

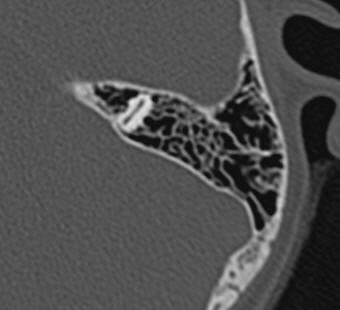
Компьютерная томограмма, демонстрирующая полностью пневматизированную пирамиду височной кости.

Пневматизация — наличие заполненных воздухом полостей в костях (к которым, например, относятся околоносовые пазухи). Кости, имеющие воздушные полости, называются воздухоносными (пневматизированными, лат. ossа pneumatica). Пневматизация костей считается необходимой для снижения их веса. В то время как смысл экономии веса скелета у птиц очевиден, назначение пневматизации костей черепа у других животных и человека не столь ясно (у человека экономия в весе не превышает 2 процентов).

## Пневматизация костей черепа
Развитие пневматизации околоносовых пазух и ячеек сосцевидных отростков достигается мешковидным выпячиванием слизистой оболочки полости носа и среднего уха в компактное вещество кости. Окончательное развитие околоносовых пазух у человека достигается к 20—25 годам. Некоторые животные не имеют воздухоносных костей (тюлени, киты), у некоторых объём пневматизации, напротив, выше, чем у человека.
Развитие пневматизации височной кости завершается к пяти-шести годам; наиболее выражена пневматизация ячеек сосцевидных отростков. Размеры ячеек различаются; так, у некоторых индивидуумов сосцевидный отросток остаётся практически не пневматизированным, что, вероятно, обусловлено предшествующими частыми воспалительными процессами в среднем ухе; у других, напротив, пневматизированные ячейки могут распространяться в чешуйчатую часть височной кости, скуловой отросток или к вершине пирамиды.

## Пневматизация других костей
У птиц отмечается пневматизация плечевых костей, коракоидов, таза, грудины, позвонков; у некоторых видов пневматизированы бедренные кости, лопатки и ключицы. Пневматизация достигается дивертикулярным выпячиванием воздушных мешков.
Встречаются необычные случаи пневматизации посткраниальных костей у животных, не относящихся к архозаврам и птицам. Отмечается пневматизация подъязычной кости у обезьян-ревунов. У рыбы-бабочки из отряда араванообразных наблюдается пневматизация некоторых позвонков, связанная с плавательным пузырём. Встречается патологическая пневматизация первого шейного позвонка (атланта) у людей.